# Фишерс
Фишерс (англ. Fishers) — город в США, в штате Индиана. Северный пригород Индианаполиса.

## История
Первые постройки на месте современного Фишерса появились в 1802 году. В 1872 году землевладелец Салатиэль Фишер (англ. Salathiel Fisher) обозначил один из участков на нынешней территории города как Фишерс-Свитч (англ. Fisher's Switch). В 1908 году городок переименован в Фишерс. Многих ранних поселенцев привлекала в эту местность железная дорога, но с упадком железнодорожных перевозок иммиграция в Фишерс замедлилась, и к 1960 году население города составляло всего несколько сот человек. Однако во второй половине XX века население Фишерса быстро растёт с развитием автотранспортных путей и канализации. В 2015 году Фишерс, ранее имевший статус town (малого города), получил статус city (крупного города).

## Экономика
По состоянию на 2017 год крупнейший работодатель в городе — Hamilton Southeastern Schools Corporation (с англ. — «Юго-восточная школьная корпорация Гамильтона»).